# لوئیس بایلون
لوئیس بایلون (انگلیسی: Louis Baillon; ۵ اوت ۱۸۸۱ – ۹ سپتامبر ۱۹۶۵) بازیکن هاکی روی چمن اهل بریتانیا بود.

## زندگی شخصی
لوئیس بایلون در استانلی جزایر فالکلند در خانه مادربزرگش جولیا ویلیامز به دنیا آمد. پدرش، لوئیس آگوستین بایون، در اواسط دهه 1800 به فالکلند مهاجرت کرد تا یک کشاورز شود. 
در سال 1888 او و خانواده اش به انگلستان بازگشتند و در نورث همپتون شایر ساکن شدند.